# Centrepoint Ratchadamri
Le Centrepoint Ratchadamri est un gratte-ciel de Bangkok en Thaïlande construit en 2007.
D'une hauteur de 197 mètres, il abrite des appartements sur 49 étages.
Le projet s'appelait initialement « Regencey One » et sa construction avait commencé dans les années 1990 avait atteint les 15-16e étages quand les travaux furent arrêtés à la suite de la crise asiatique de 1997. En 2005 un nouveau promoteur, la société Land & Houses/Reco Resorts, acheta le projet et changea son nom en "Centrepoint Ratchdamri" et l'allongea pour atteindre 49 étages.
L'architecte est l'agence chinoise P & T Group